# ディオドトス1世
ディオドトス1世ソテル（ギリシャ語：Διόδοτος Α' ὁ Σωτήρ）は、初代グレコ・バクトリア王国の国王。初めはセレウコス朝の総督（サトラップ）であったが、のちに叛いてグレコ・バクトリア王国の創始者となった。彼の事績はローマの歴史家ポンペイウス・トログス（紀元前1世紀頃）が記した『ピリッポス史』をユニアヌス・ユスティヌス（3世紀頃）が抄録したもの、すなわち『地中海世界史』（日本語題）によって知ることができる。この中でのディオドトスはテオドトス（Theodotus）と表記されている。

## 生涯

### 独立と繁栄
初め、ディオドトスはセレウコス朝のアンティオコス2世（在位：紀元前261年 - 紀元前246年）のもと、バクトリア・ソグディアナのサトラップ（総督）を任されていた。しかしアンティオコス2世が死去すると、その2人の息子の間で王位継承争いが起き、各地でセレウコス朝からの離反が始まった。
また、古代ローマのストラボンはディオドトスの独立後とその後の繁栄の様子を次のように記している。

### アルサケスとの抗争
遊牧の民ダーハ族の首長であったアルシャク（ギリシア語ではアルサケス）はパルティアへ侵入すると、そこで王と称していた前パルティア総督アンドラゴラスを滅ぼしてパルティア王国の創始者となった（アルサケス1世）。パルティアを乗っ取ったアルサケス1世はその後まもなくヒュルカニア王国も占領し、セレウコス朝、グレコ・バクトラ王国と対峙した。
しかし、間もなくディオドトス1世が亡くなったため、アルサケス1世はその息子のディオドトス2世と同盟および講和を結んだ。

## 参考資料
- ポンペイウス・トログス / ユスティヌス抄録『地中海世界史』合阪學 訳、京都大学学術出版会〈西洋古典叢書〉、1998年、ISBN 4876981078
- ストラボン『ギリシア・ローマ世界地誌Ⅱ』飯尾都人訳、龍溪書舎、1994年、ISBN 4844783777